# Danh sách đĩa đơn quán quân năm 2020 (Pháp)
Dưới đây là danh sách các đĩa đơn và album đạt vị trí quán quân trên hai bảng xếp hạng Top 200 Singles và Top 200 Albums của SNEP trong năm 2020.

## Sản phẩm quán quân theo tuần

### Đĩa đơn
| Tuần thứ | Ấn bản ngày | Dựa trên tổng lượt tải kỹ thuật số và stream                         | Dựa trên tổng lượt tải kỹ thuật số và stream | Dựa trên tổng lượt tải kỹ thuật số và stream |
| Tuần thứ | Ấn bản ngày | Nghệ sĩ                                                              | Tựa đề                                       | Ng.                                          |
| -------- | ----------- | -------------------------------------------------------------------- | -------------------------------------------- | -------------------------------------------- |
| 1        | 3 tháng 1   | Gradur hợp tác với Heuss l'Enfoiré                                   | "Ne reviens pas"                             | [ 1 ]                                        |
| 2        | 10 tháng 1  | Gradur hợp tác với Heuss l'Enfoiré                                   | "Ne reviens pas"                             | [ 2 ]                                        |
| 3        | 17 tháng 1  | Gradur hợp tác với Heuss l'Enfoiré                                   | "Ne reviens pas"                             | [ 3 ]                                        |
| 4        | 24 tháng 1  | Gambi hợp tác với Heuss l'Enfoiré                                    | "Dans l'espace"                              | [ 4 ]                                        |
| 5        | 31 tháng 1  | Gambi hợp tác với Heuss l'Enfoiré                                    | "Dans l'espace"                              | [ 5 ]                                        |
| 6        | 7 tháng 2   | Gambi hợp tác với Heuss l'Enfoiré                                    | "Dans l'espace"                              | [ 6 ]                                        |
| 7        | 14 tháng 2  | Gradur hợp tác với Heuss l'Enfoiré                                   | "Ne reviens pas"                             | [ 7 ]                                        |
| 8        | 21 tháng 2  | The Weeknd                                                           | "Blinding Lights"                            | [ 8 ]                                        |
| 9        | 28 tháng 2  | Naps hợp tác với Ninho                                               | "6.3"                                        | [ 9 ]                                        |
| 10       | 6 tháng 3   | Naps hợp tác với Ninho                                               | "6.3"                                        | [ 10 ]                                       |
| 11       | 13 tháng 3  | Ninho                                                                | "Lettre à une femme"                         | [ 11 ]                                       |
| 12       | 20 tháng 3  | Ninho                                                                | "Lettre à une femme"                         | [ 12 ]                                       |
| 13       | 27 tháng 3  | Ninho                                                                | "Lettre à une femme"                         | [ 13 ]                                       |
| 14       | 3 tháng 4   | Ninho                                                                | "Lettre à une femme"                         | [ 14 ]                                       |
| 15       | 10 tháng 4  | Ninho                                                                | "Lettre à une femme"                         | [ 15 ]                                       |
| 16       | 17 tháng 4  | Ninho                                                                | "Lettre à une femme"                         | [ 16 ]                                       |
| 17       | 24 tháng 4  | The Weeknd                                                           | "Blinding Lights"                            | [ 17 ]                                       |
| 18       | 1 tháng 5   | The Weeknd                                                           | "Blinding Lights"                            | [ 18 ]                                       |
| 19       | 8 tháng 5   | The Weeknd                                                           | "Blinding Lights"                            | [ 19 ]                                       |
| 20       | 15 tháng 5  | Booba hợp tác với Zed                                                | "Jauné"                                      | [ 20 ]                                       |
| 21       | 22 tháng 5  | Booba hợp tác với Zed                                                | "Jauné"                                      | [ 21 ]                                       |
| 22       | 29 tháng 5  | Hatik                                                                | "Angela"                                     | [ 22 ]                                       |
| 23       | 5 tháng 6   | Hatik                                                                | "Angela"                                     | [ 23 ]                                       |
| 24       | 12 tháng 6  | Bosh                                                                 | "Djomb"                                      | [ 24 ]                                       |
| 25       | 19 tháng 6  | Bosh                                                                 | "Djomb"                                      | [ 25 ]                                       |
| 26       | 26 tháng 6  | Bosh                                                                 | "Djomb"                                      | [ 26 ]                                       |
| 27       | 3 tháng 7   | Bosh                                                                 | "Djomb"                                      | [ 27 ]                                       |
| 28       | 10 tháng 7  | Bosh                                                                 | "Djomb"                                      | [ 28 ]                                       |
| 29       | 17 tháng 7  | Dadju và Ninho                                                       | "Grand bain"                                 | [ 29 ]                                       |
| 30       | 24 tháng 7  | Aya Nakamura                                                         | "Jolie nana"                                 | [ 30 ]                                       |
| 31       | 31 tháng 7  | Aya Nakamura                                                         | "Jolie nana"                                 | [ 31 ]                                       |
| 32       | 7 tháng 8   | Aya Nakamura                                                         | "Jolie nana"                                 | [ 32 ]                                       |
| 33       | 14 tháng 8  | Aya Nakamura                                                         | "Jolie nana"                                 | [ 33 ]                                       |
| 34       | 21 tháng 8  | Jul hợp tác với SCH, Naps, Kofs, Elams, Solda, Houari và Soso Maness | "Bande organisée"                            | [ 34 ]                                       |
| 35       | 28 tháng 8  | Jul hợp tác với SCH, Naps, Kofs, Elams, Solda, Houari và Soso Maness | "Bande organisée"                            | [ 35 ]                                       |
| 36       | 4 tháng 9   | Jul hợp tác với SCH, Naps, Kofs, Elams, Solda, Houari và Soso Maness | "Bande organisée"                            | [ 36 ]                                       |
| 37       | 11 tháng 9  | Jul hợp tác với SCH, Naps, Kofs, Elams, Solda, Houari và Soso Maness | "Bande organisée"                            | [ 37 ]                                       |
| 38       | 18 tháng 9  | Jul hợp tác với SCH, Naps, Kofs, Elams, Solda, Houari và Soso Maness | "Bande organisée"                            | [ 38 ]                                       |
| 39       | 25 tháng 9  | Jul hợp tác với SCH, Naps, Kofs, Elams, Solda, Houari và Soso Maness | "Bande organisée"                            | [ 39 ]                                       |
| 40       | 2 tháng 10  | Jul hợp tác với SCH, Naps, Kofs, Elams, Solda, Houari và Soso Maness | "Bande organisée"                            | [ 40 ]                                       |
| 41       | 9 tháng 10  | Jul hợp tác với SCH, Naps, Kofs, Elams, Solda, Houari và Soso Maness | "Bande organisée"                            | [ 41 ]                                       |
| 42       | 16 tháng 10 | Jul hợp tác với SCH, Naps, Kofs, Elams, Solda, Houari và Soso Maness | "Bande organisée"                            | [ 42 ]                                       |
| 43       | 23 tháng 10 | Jul hợp tác với SCH, Naps, Kofs, Elams, Solda, Houari và Soso Maness | "Bande organisée"                            | [ 43 ]                                       |
| 44       | 30 tháng 10 | Jul hợp tác với SCH, Naps, Kofs, Elams, Solda, Houari và Soso Maness | "Bande organisée"                            | [ 44 ]                                       |

### Album
| Tuần thứ | Ấn bản ngày | Nghệ sĩ            | Album                          | Ng.    |
| -------- | ----------- | ------------------ | ------------------------------ | ------ |
| 1        | 3 tháng 1   | Vitaa và Slimane   | Versus                         | [ 45 ] |
| 2        | 10 tháng 1  | Vitaa và Slimane   | Versus                         | [ 46 ] |
| 3        | 17 tháng 1  | Vitaa và Slimane   | Versus                         | [ 47 ] |
| 4        | 24 tháng 1  | Maes               | Les Derniers Salopards         | [ 48 ] |
| 5        | 31 tháng 1  | Maes               | Les Derniers Salopards         | [ 49 ] |
| 6        | 7 tháng 2   | Mister V           | MVP                            | [ 50 ] |
| 7        | 14 tháng 2  | Vitaa và Slimane   | Versus                         | [ 51 ] |
| 8        | 21 tháng 2  | Vitaa và Slimane   | Versus                         | [ 52 ] |
| 9        | 28 tháng 2  | BTS                | Map of the Soul: 7             | [ 53 ] |
| 10       | 6 tháng 3   | Vitaa và Slimane   | Versus                         | [ 54 ] |
| 11       | 13 tháng 3  | Les Enfoirés       | Le Pari(s) des Enfoirés        | [ 55 ] |
| 12       | 20 tháng 3  | Ninho              | M.I.L.S 3                      | [ 56 ] |
| 13       | 27 tháng 3  | Ninho              | M.I.L.S 3                      | [ 57 ] |
| 14       | 3 tháng 4   | Ninho              | M.I.L.S 3                      | [ 58 ] |
| 15       | 10 tháng 4  | Da Uzi             | Architecte                     | [ 59 ] |
| 16       | 17 tháng 4  | Ninho              | M.I.L.S 3                      | [ 60 ] |
| 17       | 24 tháng 4  | Ninho              | M.I.L.S 3                      | [ 61 ] |
| 18       | 1 tháng 5   | Ninho              | M.I.L.S 3                      | [ 62 ] |
| 19       | 8 tháng 5   | Ninho              | M.I.L.S 3                      | [ 63 ] |
| 20       | 15 tháng 5  | Ninho              | M.I.L.S 3                      | [ 64 ] |
| 21       | 22 tháng 5  | Ninho              | M.I.L.S 3                      | [ 65 ] |
| 22       | 29 tháng 5  | Ninho              | M.I.L.S 3                      | [ 66 ] |
| 23       | 5 tháng 6   | Lady Gaga          | Chromatica                     | [ 67 ] |
| 24       | 12 tháng 6  | Hatik              | Chaise pliante                 | [ 68 ] |
| 25       | 19 tháng 6  | Johnny Hallyday    | Happy Birthday Live            | [ 69 ] |
| 26       | 26 tháng 6  | Jul                | La Machine                     | [ 70 ] |
| 27       | 3 tháng 7   | Benjamin Biolay    | Grand Prix                     | [ 71 ] |
| 28       | 10 tháng 7  | Jul                | La Machine                     | [ 72 ] |
| 29       | 17 tháng 7  | Gambi              | La vie est belle               | [ 73 ] |
| 30       | 24 tháng 7  | Jul                | La Machine                     | [ 74 ] |
| 31       | 31 tháng 7  | Jul                | La Machine                     | [ 75 ] |
| 32       | 7 tháng 8   | Jul                | La Machine                     | [ 76 ] |
| 33       | 14 tháng 8  | Jul                | La Machine                     | [ 77 ] |
| 34       | 21 tháng 8  | Vitaa và Slimane   | Versus                         | [ 78 ] |
| 35       | 28 tháng 8  | Eva                | Feed                           | [ 79 ] |
| 36       | 4 tháng 9   | Indochine          | Singles Collection (2001–2021) | [ 80 ] |
| 37       | 11 tháng 9  | Julien Doré        | Aimée                          | [ 81 ] |
| 38       | 18 tháng 9  | Grand Corps Malade | Mesamdes                       | [ 82 ] |
| 39       | 25 tháng 9  | Damso              | QALF                           | [ 83 ] |
| 40       | 2 tháng 10  | Damso              | QALF                           | [ 84 ] |
| 41       | 9 tháng 10  | Vitaa và Slimane   | Versus                         | [ 85 ] |
| 42       | 16 tháng 10 | 13 Organisé        | 13 Organisé                    | [ 86 ] |
| 43       | 23 tháng 10 | Francis Cabrel     | À l'Aube revenant              | [ 87 ] |
| 44       | 30 tháng 10 | Johnny Hallyday    | Son rêve américain             | [ 88 ] |